# Ponta Joana
A Ponta Joana é uma formação geológica costeira de São Tomé e Príncipe, localizada a Sul do Ilhéu das Rolas. Este acidente geológico localiza-se próximo à Praia da Escada.